# Rod Barajas
Pour les articles homonymes, voir Barajas.
Rodrigo Richard Barajas (né le 5 septembre 1975 à Ontario, Californie, États-Unis) est un receveur de baseball qui évolue dans les Ligues majeures de 1999 à 2012. Il a joué pour 7 équipes et a notamment fait partie de l'équipe des Diamondbacks de l'Arizona championne de la Série mondiale 2001.
De descendance mexicaine, Barajas s'est aligné avec l'équipe du Mexique pour l'édition 2009 de la Classique mondiale de baseball.

## Carrière
Rod Barajas signe en 1996 son premier contrat professionnel, avec les Diamondbacks de l'Arizona, une équipe qui doit joindre les rangs de la Ligue nationale de baseball au printemps 1998.
Le receveur joue son premier match dans le baseball majeur le 25 septembre 1999 pour l'Arizona, dans une rencontre face à San Francisco. Le 27 septembre, il marque son premier point en carrière et obtient son premier coup sûr, réussi aux dépens de Brian Bohanon des Rockies du Colorado. Au dernier match de la saison régulière, Barajas claque son premier coup de circuit dans les grandes ligues, contre Heath Murray des Padres de San Diego le 3 octobre.
Barajas passe l'année 2000 presque entièrement en ligue mineure, ne jouant que cinq parties pour Arizona. En 2001, il est employé dans 51 parties par les Diamondbacks, avec qui il participe aux séries éliminatoires. Il dispute deux parties en Série mondiale 2001. Dans le cinquième match de la série, il produit l'un des deux points de son équipe en frappant un circuit en solo contre le lanceur des Yankees de New York, Mike Mussina. Les Diamondbacks perdent cette rencontre mais remportent leur première finale en sept parties, permettant à Barajas d'obtenir une bague de champion de la Série mondiale.
Le receveur demeure avec les Diamondbacks comme substitut à sa position jusqu'en 2003, après quoi il signe comme agent libre avec les Rangers du Texas. Il a la chance d'être utilisé un peu plus souvent avec cette équipe. En 2004, il frappe 15 circuits. En 2005, i l améliore ce sommet personnel en en claquant 21, en plus de produire 60 points.
Il retourne dans la Ligue nationale pour une saison avec les Phillies de Philadelphie en 2007. Après cette unique année avec l'équipe, où il est le substitut de Carlos Ruiz, il s'entend pour un contrat avec les Blue Jays de Toronto. Il joue pour l'équipe canadienne deux saisons. C'est durant la saison 2009 qu'il voit le plus d'action dans sa carrière, apparaissant dans 125 parties. Jamais reconnu pour ses talents en offensive, Barajas frappe néanmoins 19 longues balles en plus d'atteindre de nouveaux records personnels de 97 coups sûrs et 71 points produits.
En 2009, il participe à la Classique mondiale de baseball avec l'équipe du Mexique et frappe trois coups sûrs en six présences au bâton lors des deux matchs auquel il prend part.
Il rejoint les Mets de New York comme agent libre en février 2010. Il ne complète pas la saison avec eux puisque, soumis au ballottage, il est réclamé le 22 août par les Dodgers de Los Angeles. Il frappe 16 circuits en 98 matchs en 2011 pour les Dodgers.
En novembre 2011, Barajas signe un contrat d'un an et une année d'option avec les Pirates de Pittsburgh. Il connaît une mauvaise saison à l'attaque avec une moyenne au bâton de ,206 en 104 matchs et ne brille guère en défensive en n'arrêtant que six coureurs adverses en 99 tentatives de vol de but. Son contrat n'est pas renouvelé par les Pirates.
En février 2013, il signe un contrat des ligues mineures avec la première équipe pour laquelle il a joué dans les majeures, les Diamondbacks de l'Arizona. Ceux-ci le libèrent le 25 mars, à quelques jours du début de la saison.